# Анонимный тип
Анонимный тип (англ. Anonymous types) — одно из нововведений в языках C# 3.0, Visual Basic .NET 9.0 и Oxygene, позволяющее типам данных инкапсулировать набор свойств в едином объекте без необходимости предварительного явного указания типа. Это одна из важнейших особенностей SQL-подобного языка LINQ, интегрированного в языки C# и VB.net. Поскольку анонимные типы не поддерживают типизацию имён, то они должны храниться в переменных, объявленных при помощи ключевого слова var, сообщающего компилятору языка C# использовать вывод типов для данной переменной. Такие свойства в языке C# доступны только для чтения, однако в языке VB.net они доступны и для изменения (чтение-запись).

## Сравнение с динамической типизацией
Данную возможность не следует путать с динамической типизацией. Несмотря на то, что анонимные типы позволяют программисту определять поля «на лету», они все равно остаются статическими сущностями. Проверка типа выполняется во время компиляции, и попытка получить доступ к несуществующему полю вызовет ошибку компиляции. Это позволяет программисту воспользоваться удобством динамического языка наряду с безопасностью типов языка со статической типизацией.

## Примеры

### На языке C#
```
var
 
person
 
=
 
new
 
{
FirstName
 
=
 
"Иван"
,
 
LastName
 
=
 
"Иванов"
}

var
 
size
 
=
 
new
 
{
Heigth
 
=
 
7
,
 
Weigth
 
=
 
5
,
 
Depth
 
=
 
5
}

```

### На языке Visual Basic .NET
```
Dim
 
person
 
=
 
New
 
With
 
{.
FirstName
 
=
 
"Иван"
,
 
.
LastName
 
=
 
"Иванов"
}

```

### На языке Oxygene
```
var person := new class(FirstName := 'Пётр', LastName := 'Петров');
```

### На языке OCaml
```
let
 
person
 
=
 
object
 
val
 
firstName
 
=
 
"Пётр"
 
val
 
lastName
 
=
 
"Петров"
 
end
;;

```

## Критика
Одним из главных недостатков анонимного типа в C# 3.0 является невозможность экспортировать его за пределы метода, в котором его создали. Данное ограничение связано с унаследованными ограничениями CLR .NET Framework 2.0, в котором не были предусмотрены анонимные типы. Как следствие, невозможно разрешить конфликт имен при экспорте анонимного типа с совпадающей сигнатурой, и соответственно, анонимный тип нельзя сделать видимым за пределами сборки. Ограничение на методы накладывается потому, что они могут быть экспортированы в другие сборки, что и вызвало бы описанную проблему.